# 硝鎓離子
硝鎓離子是一種鎓離子，化學式為NO2+。

## 形成與製備
由一個二氧化氮分子被氧化所形成。氮-氧間為雙鍵。
實驗室常用製備方式:使硫酸及硝酸反應，產生2個硫酸氫根，一個硝鎓離子及一個水合氫離子，化學式:
2 H2SO4 + HNO3 → 2 HSO4−+ NO2+   + H3O+

## 反應
硝鎓離子在芳香化合物的硝化反應起了一重要作用。
第一步為硝鎓離子的形成。
於第二步是硝鎓離子和芳香環的反應。硝鎓離子上的氮帶正電荷，是個親電試劑，被芳香環上的π電子吸引住。於是，芳香環上的π電子進攻硝鎓離子的氮。進攻之後會生成一個陽離子中間體，又稱σ配合物。之後，芳香環失去氫，重新生成芳香環，反應完成。